# وست ساکرامنتو (کالیفرنیا)
وست ساکرامنتو (به انگلیسی: West Sacramento) شهری در شهرستان یولو ایالت کالیفرنیا است که در سرشماری سال ۲۰۱۰ میلادی، ۴۸۷۴۴ نفر جمعیت داشته‌است.